# Labastide-Murat
Labastide-Murat (precedentemente Labastide-Fortunière) è un comune francese soppresso e frazione del dipartimento del Lot della regione dell'Occitania. Dal 1º gennaio 2016 si è fuso con i comuni di Beaumat, Fontanes-du-Causse, Saint-Sauveur-la-Vallée, e Vaillac per formare il nuovo comune di Cœur-de-Causse.
Il nome attuale fa riferimento a Gioacchino Murat, Maresciallo dell'Impero e Re di Napoli, che vi nacque.

## Società

### Evoluzione demografica
Abitanti censiti

## Curiosità
Il comune di Labastide-Murat viene citato dallo scrittore francese Hector Malot nel suo noto romanzo per ragazzi Senza famiglia del 1878, come una delle tappe del percorso di strada del piccolo Rèmi, il trovatello protagonista della storia. Il vecchio Vitalis, compagno di viaggio di Rèmi, racconta in breve al bambino la storia di Murat che, da stalliere, divenne re ed eroe, tanto che venne attribuito il suo nome allo stesso villaggio in cui nacque.